# Emma Donoghue
Emma Donoghue (24 de octubre de 1969) es una novelista, escritora de teatro e historiadora literaria irlandesa residente en Canadá. Su novela de 2010 Room fue finalista del Premio Booker y un best-seller internacional. Su novela de 1995 Hood ganó el Stonewall Book Award y Slammerkin (2000) ganó el Ferro-Grumley Award para Ficción Lesbiana.
Por la adaptación que le hizo al guion de la película La habitación fue nominada (2015) al Premios Óscar al Mejor guion adaptado además fue nominada  en el mismo año a los Premios BAFTA, los Premios Satellite y ganó el  Premio Independent Spirit en la misma categoría.

## Biografía
Donoghue nació en Dublín, Irlanda, en 1969. La menor de ocho hermanos, es la hija de Frances (Rutledge) y del crítico académico y literario Denis Donoghue. Se graduó con honores en el University College Dublin y tiene un doctorado de la Universidad de Cambridge. Su tesis fue sobre la amistad entre hombres y mujeres en la ficción del siglo XVIII. Mientras estuvo en Cambridge vivió en una cooperativa de mujeres, experiencia que inspiró su cuento "The Welcome" (recogido en Touchy Subjects). En 1998 se mudó a Canadá, donde se convertiría en ciudadana canadiense en 2004. Vive en London (Ontario) con su pareja, Christine Roulston, y sus dos niños.

## Obras
La primera novela de Donoghue fue Stir Fry, de 1994, una novela de aprendizaje sobre una joven mujer irlandesa que descubre su sexualidad. Fue finalista del Premio Literario Lambda de Ficción Lésbica en 1994. En 1995 escribió Hood, otra historia contemporánea sobre una mujer irlandesa que intenta recuperarse tras la muerte de su novia. Hood ganó el Premio de la Asociación de Bibliotecarios Estadounidenses para Literatura Gay, Lesbiana y Bisexual de 1997 (actualmente conocido como el Stonewall Book Award de Literatura).
Slammerkin (2000) es una novela histórica ambientada en Londres y Gales. Inspirado en historias de periódicos del siglo XVIII acerca de una sirvienta que asesinó a su empleador y fue ejecutada, la protagonista es una prostituta que anhela buena vestimenta. Fue finalista del Premio para Literatura de Ficción del Irish Times en 2001 y obtuvo el Premio para Ficción Lesbiana de Ferro-Grumley en 2002 (a pesar de carecer de contenido lesbiano). Su novela de 2007, Landing, retrata una relación de larga distancia larga entre una curadora de arte canadiense y una encargada de vuelo irlandesa. The Sealed Letter (2008), otra obra de ficción histórica, está basada en el Asunto Codrington, un escandaloso caso de divorcio en la Gran Bretaña de 1864 protagonizado por Emily Faithfull. Fue preseleccionada para un Premio Giller, y ganó, junto a la novela de Chandra Mayor All the Pretty Girls, el Premio Literario Lambda de Ficción Lésbica de 2009.
El 27 de julio de 2010, la novela de Donoghue  Room fue preseleccionada para el Man Booker Prize y el 7 de septiembre de 2010 logró ser una de las nominadas. El 2 de noviembre de 2010 se anunció a Room como ganadora del premio canadiense Rogers Writers' Trust Fiction Prize. Room fue finalista de los premios Governor General de 2010 en Canadá, y fue ganadora del Irish Book Award. Fue nominada para un Premio Orange en 2011.
En la Conferencia Lesbian Lives en Brighton, el 13 de febrero de 2011, Donoghue reveló que su siguiente novela sería una ficción histórica basada en la historia verdadera de una cazadora de ranas travesti que fue asesinada en el siglo XIX. Esta novela, Frog Music, fue publicada en 2014.
En 2015 Donoghue escribió el guion para la versión cinematográfica de Room, por lo cual fue nominada para varios premios al Mejor Guion, incluido un Óscar.

### Novelas
- Un buen salteado (Stir Fry) (1994)
- Hood (1995)
- Slammerkin (2000)
- Life Mask (2004)
- Tocando tierra (Landing) (2007)
- The Sealed Letter (2008)
- La habitación (Room) (2010)
- Frog Music (2014)
- El prodigio (The Wonder) (2016)
- Serie The Lotterys:
  1. The Lotterys Plus One (2017)
  2. The Lotterys More or Less (2018)
- Akin (2019)

### Cuentos
Colecciones:
- Kissing the Witch: Old Tales in New Skins, AKA Kissing the Witch (1997), colección de 13 cuentos:
"The Tale of the Shoe", "The Tale of the Bird", "The Tale of the Rose", "The Tale of the Apple", "The Tale of the Handkerchief", "The Tale of the Hair", "The Tale of the Brother", "The Tale of the Spinster", "The Tale of the Cottage", "The Tale of the Skin", "The Tale of the Needle", "The Tale of the Voice", "The Tale of the Kiss"
- The Woman Who Gave Birth to Rabbits (2002), colección de 17 cuentos:
"Acts of Union", "Account", "Ballad", "Come, Gentle Night", "Cured", "Dido", "The Last Rabbit", "The Necessity of Burning", "Revelations", "Salvage", "Night Vision", "Figures of Speech", "A Short Story", "The Fox on the Line", "How a Lady Dies", "Looking for Petronilla", "Words for Things"
- Touchy Subjects (2006), colección de 19 cuentos:
"The Dormition of the Virgin", "Baggage", "WritOr", "Lavender's Blue", "Through the Night", "The Man Who Wrote on Beaches", "Do They Know It's Christmas", "Good Deed", "The Sanctuary of Hands", "Necessary Noise", "Pluck", "Team Men", "Enchantment", "The Welcome", "Oops", "The Cost of Things", "Speaking in Tongues", "Touchy Subjects", "Expecting"
- Three and a Half Deaths (2011), colección de 4 cuentos:
"What the Driver Saw", "The Trap", "Sissy", "Fall"
- Astray (2012), colección de 14 cuentos:
"The Lost Seed", "The Widow's Cruse", "The Hunt", "Vanitas", "Counting the Days", "Last Supper at Brown's", "Onward", "The Body Swap", "The Long Way Home", "Man and Boy", "Snowblind", "The Gift", "Daddy's Girl", "What Remains"

No publicados en colecciones:
- "Going Back" (1993)
- "Seven Pictures Not Taken" (1996)
- "Error Messages" (1999)
- "Thicker Than Water" (2001)
- "Here and Now" (2006)
- "Dear Lang" (2009) en How Beautiful the Ordinary: Twelve Stories of Identity
- "Tableau Vivant" (2010)
- "Visiting Hours" (2011), basada en su obra de teatro radiofónica "The Modern Family"
- "Urban Myths" (2012), basada en su obra de teatro radiofónica homónima
- "Spelled Backward" (2012)
- "Since First I Saw Your Face" (2016)
- "The Big Cheese" (2017)

### Obras de teatro
Colecciones:
- Emma Donoghue: Obras seleccionadas (Emma Donoghue: Selected Plays) (2015), colección de 5 obras:
"Kissing the Witch" (basada en 5 cuentos de su colección de cuentos homónima), "Don't Die Wondering" (basada en su obra de teatro radiofónica homónima), "Trespasses" (basada en su obra de teatro radiofónica homónima), "Ladies and Gentlemen", "I Know My Own Heart"

No publicadas en colecciones:
- "Trespasses" (1996), obra de teatro radiofónica
- "Don't Die Wondering" (2000), obra de teatro radiofónica
- Serie Exes (2001), obras de teatro radiofónicas:
  - "Urban Myths"
  - "The Modern Family"
  - "The Conspiracy"
  - "The Mothers"
  - "The Estate Agent"
- "Humans and Other Animals" (2003), obra de teatro radiofónica
- "Mezcla" ("Mix") (2003), obra de teatro radiofónica
- "The Talk of the Town" (2012)
- "Signatories" (2016)
- "Room" (2017), basada en su novela homónima

### Guiones Cinematográficos
- Pluck (2001)
- La habitación (2015)

### No ficción
Artículos
- "Out of Order: Kate O'Brien's Lesbian Fictions" en Ordinary People Dancing, ed. por Eibhear Walsh (Cork: Cork University Press, 1993)
- "Noises from Woodsheds: The Muffled Voices of Irish Lesbian Fiction" en Volcanoes and Pearl Divers, ed. por Suzanne Raitt (London: Onlywomen Press, 1994)
- "Liberty in Chains: The Diaries of Anne Lister (1817-24)" en Breaking the Barriers to Desire (Nottingham: Five Leaves Press, 1995)
- "Divided Heart, Divided History: Eighteenth-Century Bisexual Heroines" en Bisexual Horizons: Politics, Histories, Lives, ed. por Sharon Rose, Cris Stevens et al (London: Lawrence & Wishart, 1996)
- "How Could I Fear and Hold Thee by the Hand? The Poetry of Eva Gore-Booth" en Sex, Nation and Dissent in Irish Writing, ed. por Eibhear Walshe (Cork: Cork University Press, 1997)
- "A Tale of Two Annies" en Butch/Femme: Inside Lesbian Gender, ed. por Sally Munt (London: Cassell, 1998)
- Artículos en Anne Lister, Ladies of Llangollen y Jane Pirie and Marianne Woods, en Lesbian Histories and Cultures: An Encyclopedia, ed. por Bonnie Zimmerman (New York and London: Garland, 2000)
- Introducción a la edición de Virago Modern Classics de Molly Keane, Time After Time (London: Virago, 2001)
- Introducción a la edición de Virago Modern Classics de Polly Devlin, All of Us There (London: Virago, 2003)
- Introducción a Isabel Miller, Patience and Sarah (Vancouver: Arsenal Pulp Press, 2005)
- "Doing Lesbian History, Then and Now" en Historical Reflections / Reflexions Historiques (Vol. 33, No. 1, Spring 2007)
- "Picking Up Broken Glass, or, Turning Lesbian History into Fiction" en Sapphists and Sexologists: Histories of Sexualities Volume 2, ed. Sonja Tiernan and Mary McAuliffe (Cambridge: Cambridge Scholars Press, 2009)
- "Embraces of Love" en Faithful Companions: Collected Essays Celebrating the 25th Anniversary of the Kate O'Brien Literary Weekend, ed. Mary Coll (Limerick: Mellick Press, 2009)
- "Random Shafts of Malice?: the Outings of Anne Damer" en Lesbian Dames: Sapphism in the Long Eighteenth Century, ed. por John C. Beynon y Caroline Gonda (Farnham, Surrey: Ashgate, 2010)

Biografías
- We Are Michael Field (1998)

Historia
- Passions Between Women: British Lesbian Culture 1668-1801 (1993)
- Inseparable: Desire Between Women in Literature (2010)

### Obras editadas
- What Sappho Would Have Said (1997)
- The Mammoth Book of Lesbian Short Stories (1999)

## Adaptaciones
- Pluck (2001), corto dirigido por Neasa Hardiman, basado en el cuento "Pluck"
- La habitación (2015), película dirigida por Lenny Abrahamson, basada en la novela La habitación

## Premios y distinciones
Premios Óscar
| Año  | Categoría            | Película      | Resultado |
| ---- | -------------------- | ------------- | --------- |
| 2016 | Mejor guion adaptado | La habitación | Nominada  |